# Cryptophagus laticollis
Cryptophagus laticollis är en skalbaggsart som beskrevs av Lucas 1846. Cryptophagus laticollis ingår i släktet Cryptophagus, och familjen fuktbaggar. Enligt den finländska rödlistan är arten nära hotad i Finland. Arten är reproducerande i Sverige. Artens livsmiljö är parker, gårdsplaner och trädgårdar.